# Radnice v Humpolci
Dům čp. 250 v Humpolci je památkově chráněná bývalá radniční budova na Dolním náměstí, která slouží potřebám městské knihovny. Raná novorenesanční architektura radnice je hodnotným prvek urbanismu Dolního náměstí města Humpolce.

## Historie
V Humpolci stojí celkem tři radniční budovy. Nejstarší radnice byla zničena požárem v roce 1763 a znovu postavena. Vedle této nejstarší původní radnice na Dolním náměstí, jehož terénní úpravu navrhl v roce 1941 Josef Gočár, byla roku 1872 postavena nová radniční budova s čp. 250.
Plány na stavbu vypracovali architekti Antonín Wiehl a Jan Zeyer v roce 1872. Místo již zpracovaného projektu stavby realizoval stavbu stavitel Jan Martin údajně dle návrhu Josefa Zítka (budova původně měla být na vedlejší parcele s čp. 252). Nová budova radnice s čp. 250 byla od roku 1910 sídlem okresního a berního úřadů. Městský úřad sídlil do roku 1946 v její v části, i když již v letech 1912–1914 město vystavilo novou secesní radnici na nároží Horního náměstí s čp. 300.
Později se do části budovy čp. 250 nastěhovala městská knihovna, budova byla pro její potřeby postupně rekonstruovaná a dnes v celé budově sídlí technicky moderně vybavená Knihovna Jiřiny Zábranové. Jiřina Zábranová byla učitelkou měšťanské školy v Humpolci, političkou Československé strany národně socialistické a spolupracovnicí Milady Horákové, knihovnicí, spisovatelkou a matkou básníka Jana Zábrany.

## Architektura
Budova bývalé radnice je jednopatrová stavba s devítiosým průčelím v přízemí a v patře pětiosým a sedlovou střechou. Uprostřed přízemí je půlkruhový portál do průjezdu. Náročně pojaté průčelí člení středový rizalit ukončený nízkým frontonem. Uprostřed průjezdu jsou uvnitř budovy na obou stranách krátké chodby se segmentovou klenbou. Z levé chodbičky vystupuje do patra trojdílné schodiště s plochostropou podestou. Budova je podsklepená.